# Xexéu
Xexéu là một đô thị thuộc bang Pernambuco, Brasil. Đô thị này có diện tích 116,57 km², dân số năm 2007 là 14231 người, mật độ 122,08 người/km².